# 칠레돌고래
칠레돌고래(Cephalorhynchus eutropia)는 흑백돌고래속에 속하는 4종의 돌고래 중 하나이다. 검은돌고래 또는 블랙돌핀으로도 불린다. 칠레 해안에서 발견된다.
몸길이 1.7m, 몸무게 30~60kg이다. 등 쪽은 짙은 회색이고 배 쪽은 흰색이다. 2~10마리가 무리지어 유영한다.

## 같이 보기
- 고래류의 종 목록
- 남극해